# Ivachnová
Ivachnová este o comună slovacă, aflată în districtul Ružomberok din regiunea Žilina, pe malul râului Váh. Localitatea se află la altitudinea de 512 m deasupra n.m., se întinde pe o suprafață de 5,89 km2 și în 2017 număra 628 de locuitori. Se învecinează cu comuna Liptovský Michal.

## Istoric
Localitatea Ivachnová este atestată documentar din 1298.

## Demografie
| An:                | 1994 | 2004   | 2014   | 2024    |
| ------------------ | ---- | ------ | ------ | ------- |
| Număr de persoane: | 475  | 500    | 581    | 760     |
| Diferență:         |      | +5,26% | +16,2% | +30,80% |

| An:                | 2023 | 2024   |
| ------------------ | ---- | ------ |
| Număr de persoane: | 728  | 760    |
| Diferență:         |      | +4,39% |